# Барбара Браун
Барбара Браун (англ. Barbara Elaine Ruth Brown; нар. 14 лютого 1929 — пом. 7 січня 2019) — біолог і філантроп у відділі зоології Музею природної історії в Чикаго (англ. Field Museum in Chicago), де є спеціальний фонд Барбари Браун для повторного пошуку ссавців. Вона навчалася як економіст, але працювала помічником у дитячому природному таборі, коли її запросив приблизно в 1970 році до Музею тодішній куратор ссавців Філіп Гершковіц. Пропрацювала в Музеї 47 років. Вона написала кілька статей про ссавців, у тому числі «Atlas of New World Marsupials» (2004). 

## Вшанування
Callicebus barbarabrownae „названий на честь Барбари Е. Браун за її багаторічну активну підтримку Музею природної історії та цінний внесок у дослідження співробітниками відділу ссавців“. C. barbarabrownae проживає в штаті Баїя, східна Бразилія; Isothrix barbarabrownae — з перуанських Анд; Apomys brownorum — ендемік гір о. Лусон (Філіппіни); Vadaravis brownae — доісторичний птах.